# (33988) 2000 NQ26
2000 NQ26 (asteroide 33988) é um asteroide da cintura principal. Possui uma excentricidade de 0.19503080 e uma inclinação de 2.01426º.
Este asteroide foi descoberto no dia 4 de julho de 2000 por LONEOS em Anderson Mesa.